# Marek Sokołowski
Pour l’article homonyme, voir Marek Sokołowski (guitariste).
Marek Sokołowski, né le 11 mars 1978, est un footballeur polonais. Il est milieu de terrain au Podbeskidzie Bielsko-Biała.

## Carrière

### En club
- 1997-jan. 2001 :  Podbeskidzie Bielsko-Biała
- jan. 2001-jan. 2003 :  KSZO Ostrowiec Świętokrzyski
- jan. 2003-2003 :  Podbeskidzie Bielsko-Biała
- 2003-2004 :  Odra Wodzisław Śląski
- 2004-2008 :  Dyskobolia
- 2008-déc. 2010 :  Polonia Varsovie
- depuis déc. 2010 :  Podbeskidzie Bielsko-Biała

### Palmarès
- Vice-champion de Pologne : 2005
- Coupe de Pologne : 2005 et 2007
- Coupe de la Ligue : 2007 et 2008